# EPHS
Sistema de Direcção Eletro-Hidráulico ou EPHS
O sistema de direcção EHPS é assistido electricamente através de conexão via cabos ao sistema
eléctrico do veículo. Este conjunto pode ser instalado no veículo no lugar de um mecanismo
de direcção manual ou do sistema de direcção hidráulica tipo pinhão e cremalheira
convencional, com idênticas interfaces à coluna de direcção e suspensão do veículo.
O sistema consiste de uma Bomba Hidráulica convencional movimentada por um motor
eléctrico, que fornece assistência hidráulica ao mecanismo de direcção pinhão cremalheira.
O sistema inicia sua operação após receber na ECU (unidade electrónica de controle) um sinal
da ignição e um sinal do alternador do veículo. O sistema é controlado por velocidade e
consumo de corrente eléctrica em resposta a aplicação de torque no volante do veículo pelo motorista, e este torque provoca o fechamento do conjunto pinhão e válvula rotativa do
Mecanismo, causando assim um aumento na pressão hidráulica do sistema de direcção e por
consequência um aumento no torque do eixo da bomba hidráulica que é movimentada pelo
motor eléctrico. Dessa forma este aumento de torque gera um aumento do consumo de corrente
eléctrica do motor eléctrico que é detectado pela ECU.